# Confusion Is Sex
Confusion Is Sex to pierwszy album długogrający zespołu Sonic Youth, oryginalnie wydany w 1983. W 1995 wytwórnia DGC wydała reedycję, dodając do niej utwory z EP Kill Yr Idols. Na płycie znajduje się wykonany na żywo cover The Stooges' "I Wanna Be Your Dog". Okładką płyty jest szkic, wykonany przez basistkę Kim Gordon i gitarzystę Thurston'a Moore'a. Obraz ten był wykorzystywany jako plakat koncertowy na początku kariery zespołu.
Confusion is Sex jest jedynym albumem Sonic Youth gdzie gitarzysta Lee Ranaldo gra na basie, szczególnie w utworze "Protect Me You".

## Lista utworów
Wszystkie utwory zostały napisane przez Sonic Youth, jeżeli nie zaznaczono inaczej. 
1. "(She's in a) Bad Mood" (tekst/śpiew Moore) – 5:36
2. "Protect Me You" (tekst/śpiew Gordon) – 5:28
3. "Freezer Burn/I Wanna Be Your Dog" (The Stooges) (śpiew Gordon) – 3:39
4. "Shaking Hell" (tekst/śpiew Gordon) – 4:06
5. "Inhuman" (tekst/śpiew Moore) – 4:06
6. "The World Looks Red" (tekst Michael Gira, śpiew Moore) – 2:43
7. "Confusion Is Next" (tekst/śpiew Moore) – 3:28
8. "Making the Nature Scene" (tekst/śpiew Gordon) – 3:01
9. "Lee Is Free" – 3:37

### 1995 reedycja CD, dodatkowe utwory
1. "Kill Yr. Idols" (tekst/śpiew Moore) – 2:51
2. "Brother James" (tekst/śpiew Gordon) – 3:17
3. "Early American" (tekst/śpiew Gordon) – 6:07
4. "Shaking Hell (Live)" – 3:15

- Utwory 10-13 oryginalnie wydane na EP Kill Yr. Idols.